# Jean-Luc Vasseur
Jean-Luc Vasseur (ur. 1 stycznia 1969 w Poissy) - były bramkarz, obecnie menedżer Stade de Reims.

## Kariera klubowa
Podczas kariery piłkarskiej grał w Paris Saint-Germain, Stade Rennais FC, AS Saint-Étienne, US Créteil-Lusitanos, Racing CF i FCM Aubervilliers.

## Kariera Trenerzy
13 czerwca 2014 roku został menedżerem Stade de Reims i tym samym zastąpił Hubert Fourniera.